# John Lutz
John Lutz (Pipestone, 23 de Abril de 1973) é um actor, escritor e comediante norte-americano.

## Biografia
Filho de um ministro Luterano, Lutz cresceu no subúrbio de Chicago e Detroit. Ele participou na Universidade Valparaiso em Valparaiso, Indiana, onde foi membro da Sigma Phi Epsilon, se formando em psicologia. Lutz trabalhou em montagens de teatro universitário durante seus últimos três semestres no campus. Mais tarde, ele começou sua carreira profissional como escritor/performer com ImprovOlympic de Chicago e teatros do The Second City.
Lutz foi contratado no Saturday Night Live da NBC, em Fevereiro de 2004 depois de passar três anos em turnê com o Second City. A NBC o colocou em um voo de primeira classe para Nova Iorque para uma entrevista cara-a-cara com Lorne Michaels, o criador e produtor executivo do show.
Durante este tempo, ele também apareceu em pequenos papéis no SNL. Lutz está actualmente interpretando o papel de J.D. Lutz na sitcom da NBC 30 Rock. Seu personagem é um escritor de comédia para o show dentro um show.
Ele é casado com a contribuinte do Saturday Night Live e co-estrela de 30 Rock, Sue Galloway.
Em Novembro de 2010, John vem interpretando no Upright Citizens Brigade Theatre, em Nova Iorque com o colega de 30 Rock, Scott Adsit no show de improvisação, John e Scott. Ele e Scott realizam improvisação de forma longa, com uma única sugestão de um membro da plateia. O show foi muito bem sucedido e ainda está em execução.

## Filmografia

### Atuação
| Ano  | Título              | Papel                    | Notas      |
| ---- | ------------------- | ------------------------ | ---------- |
| 2003 | Saturday Night Live | Papeis Ocasionais        | 2003–2010  |
| 2006 | 30 Rock             | Lutz                     | 2006–2013  |
| 2008 | Stick it in Detroit | Justin Rose              |            |
| 2008 | Human Giant         | Detective Joseph DeCarlo | 1 episódio |
| 2009 | Mystery Team        | Frank                    |            |
| 2009 | Splinterheads       | Guinness Man             |            |

### Roteirista
| Ano  | Título                                      | Notas     |
| ---- | ------------------------------------------- | --------- |
| 2003 | Saturday Night Live                         | 2003–2010 |
| 2008 | Saturday Night Live Weekend Update Thursday | 2008–2009 |